# Anha
|  | «ANHA» redirigeix aquí. Vegeu-ne altres significats a «ANHA (desambiguació)». |

Anha (nom occità, en francès Aigne) és un municipi occità del Llenguadoc, a la regió d'Occitània, en el departament de l'Erau. Rep el nom de Lo cagaròl (el caragol) per la seua forma d'implantació en rodona, dita 'circulade' en francès.

## Geografia

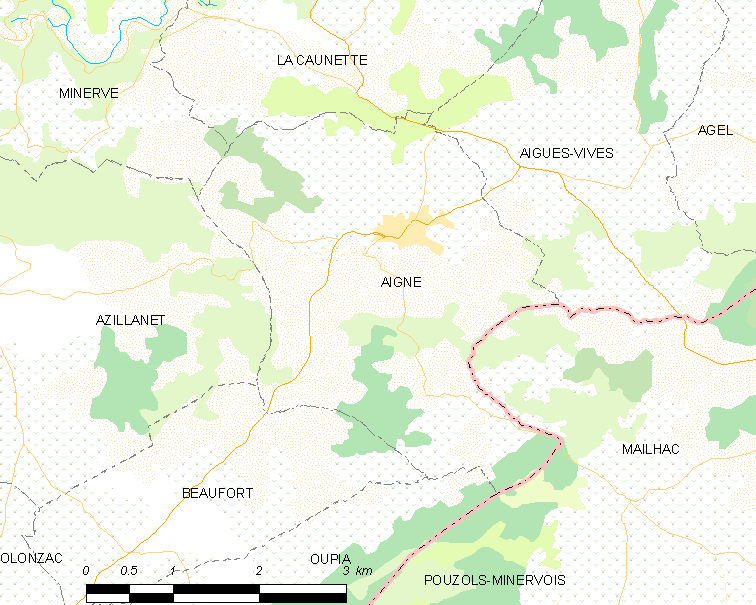
Mapa de la comuna de Anha

## Demografia

Població 1962-2008